# Списък на реките в САЩ по водосборни басейни
В списъка са включени всичките 410 реки над 200 km, протичащи по територията на САЩ (в щата Аляска всички реки с дължина над 300 m). Територията на страната попада в 4 големи водосборни басейна: На Атлантическия океан, на Тихия океан, на Северния Ледовит океан (към него е включен и водосборния басейн на залива Хъдсън) и Вътрешните безотточни басейни. Водосборния басейн на Атлантическия океан се поделя на два подбасейна – на реки, вливащи се директно в океана и на реки, вливащи се в Мексиканския залив. Водосборния басейн на Тихия океан също се поделя на два подбасейна – на реки, вливащи се директно в него и на реки, вливащи се в Берингово море. Водосборния басейн на Северния Ледовит океан се поделя на 3 подбасейна – на реки, вливащи се в Чукотско море, на реки, вливащи се в Море Бофорт и на реки, принадлежащи към басейна на залива Хъдсън.
Списъкът е съставен на следния принцип: океан (море) – река – приток от първи порядък – приток от втори порядък и т.н. Притоците са подредени от извора към устието на реката от по-голям порядък. Със съответната стрелка са показани кой приток от коя страна на реката се влива: → ляв приток, ← десен приток, считано по посоката на течението на реката с по-голям порядък. След името на съответната река са показани нейната дължина (в km) и площта на водосборния ѝ басейн (в km²), къде се влива, ако не се влива директно в реката от по-висок порядък. Ако част от реката или част от водосборния ѝ басейн се намира извън пределите на САЩ има звездичка (*).

## Разпределение по басейни
| Водосборен басейн              | Над 1000 км | От 500 до 999 км | От 200 до 499 км | Общо |
| ------------------------------ | ----------- | ---------------- | ---------------- | ---- |
| Директно в Атлантическия океан | 1           | 8                | 49               | 58   |
| Мексикански залив              | 16          | 41               | 187              | 244  |
| Атлантически океан (общо)      | 17          | 49               | 236              | 302  |
| Директно в Тихия океан         | 5           | 9                | 51               | 65   |
| Берингово море                 | 2           | 5                | 6                | 13   |
| Тихи океан (общо)              | 7           | 14               | 57               | 78   |
| Чукотско море                  | –           | 1                | 2                | 3    |
| Море Бофорт                    | –           | 1                | 3                | 4    |
| Залив Хъдсън                   | –           | 3                | 10               | 13   |
| Северен ледовит океан (общо)   | –           | 5                | 15               | 20   |
| Вътрешни безотточни области    | –           | 3                | 7                | 10   |
| Общо на територията на САЩ     | 24          | 71               | 315              | 410  |

## Водосборен басейн на Атлантическия океан

### Реки, вливащи се директно в Атлантическия океан
- Сейнт Лорънс 1197* / 1 344 200*, в залива Сейнт Лорънс, Ню Йорк
  - Сейнт Луис 309 / 9410, в Горно езеро, Минесота, Уисконсин
  - Пищиго 219/ – , в езерото Мичиган, Уисконсин
  - Фокс Ривър 322 / 16 650, в езерото Мичиган, Уисконсин
    - → Улф Ривър 362 / – , Уисконсин

  - сейнт Джоузеф 332 / 12 133, в езерото Мичиган, Мичиган, Индиана
  - Каламазу 210 / 5230, в езерото Мичиган, Мичиган
  - Гранд Ривър 406 / 14 431, в езерото Мичиган, Мичиган
  - Мускегон 348 / 6100, в езерото Мичиган, Мичиган
  - Манисти 310 / 4600, в езерото Мичиган, Мичиган
  - О Сейбъл 222 / 5000, в езерото Хюрън, Мичиган
  - Хюрън 210 / 2350, в езерото Ери, Мичиган
  - Рейзин 224 / 2780, в езерото Ери, Мичиган
  - Мауми 220 / 16 458, в езерото Ери, Индиана, Охайо
  - Сандъски 214 / 3240, в езерото Ери, Охайо
  - Дженези 253 / 6500, в езерото Онтарио, Пенсилвания, Ню Йорк
  - Блек Ривър 201 / 5000, в езерото Онтарио, Ню Йорк
    - → Освегачи 220 / 4120, Ню Йорк
    - → Руикет 235 / 3250, Ню Йорк
- Сейнт Джон 673* / 55 200*, в залив Фънди, Мейн
- Кенебек 270 / 15 200, в залив Каско, Мейн
  - ← Андроскогин 264 / 8900, Ню Хемпшир, Мейн
- Сако 219 / 4410, в залив Мейн, Ню Хемпшир, Мейн
- Кънектикът 660 / 29 200, в проток Лонг Айлънд, Ню Хемпшир, Въронт, Масачузетс, Кънектикът
- Хусатоник 240 / 5050, в проток Лонг Айлънд, Масачузетс, Кънектикът
- Хъдсън 507 / 34 600, в залив Лоуър Бей, Ню Йорк, Ню Джърси
  - ← Мохок 240 / 9000, Ню Йорк
- Делауеър 484 / 35 700, в залив Делауеър, Ню Йорк, Пенсилвания, Ню Джърси, Делауеър
  - ← Скулкил 217 / 5200, Пенсилвания
- Саскуехана 715 / 71 410, в залив Чесапийк, Ню Йорк, Пенсилвания, Мериленд
  - ← Западна Саскуехана 391 / 17 730, Пенсилвания
- Потомак 469 / 38 073, в залив Чесапийк, Западна Вирджиния, Мериленд, Вирджиния
- Рапаханок 314 / 7380, в залив Чесапийк, Вирджиния
- Джеймс 560 / 27 020, залив Чесапийк, Вирджиния
  - ← Апоматокс 253 / 3480, Вирджиния
- Роаноук 660 / 25 100, в залив Албемарл, Вирджиния, Северна Каролина
  - ← Дан Ривър 344 / 8500, Северна Каролина, Вирджиния
- Тар Ривър 346 / 15 920, в залив Памлико, Северна Каролина
- Нюси Ривър 443 / 14 600, в залив Памлико, Северна Каролина
- Кейп фир 308 / 23 622, в залив Онслоу, Северна Каралина
- Пиди 373 / 18 702, северна Каролина, Южна Каролина
  - → Ядкин 346 / 11 620, Северна Каролина, Южна Каролина
  - ← Линчес 225 / 2670, Северна Каролина, Южна Каролина
  - → Уасамау 225 / 2883, Северна Каролина, Южна Каролина
  - ← Блек Ривър 243 / 3243, Южна Каролина
- Санти 230 / – , Южна Каролина
  - → Катоба 350 / 5246, Северна Каролина, Южна Каролина
  - ← Конгари 85 / – , Южна Каролина
    - → Броуд Ривър 240 / – , Северна Каролина, Южна Каролина
    - ← Салуда 320 / – , Северна Каролина, Южна Каролина
- Едисто 332 / – , залив Сейнт Хелън, Южна Каролина
- Савана 484 / 25 511, Южна Каролина, Джорджия
- Огичи 473 / 14 300, залив Оссаба, Джорджия
- Олтамахо 220 / 36 000, залив Олтамахо, Джорджия
  - → Окони 356 / – , Джорджия
  - ← Окмулги 410 / – , Джорджия
- Сатила 378 / 10 000, залив Сейнт Андрю, Джорджия
- Сейнт Мъри 203 / – , Джорджия, Флорида
- Сейнт Джонс 500 / 22 900, Флорида

### Водосборен басейн на Мексиканския залив
- - Кисими 216 / 7800, в езерото Окичоби, Флорида
- Уитлакучи 227 / 3000, Флорида
- Суони 396 / – , Джорджия, Флорида
  - ← Алапаха 325 / – , Джорджия, Флорида
- Оклокони 332 / 6300, в залив Апалачи, Джорджия, Флорида
- Апалачикола 180 / 50 505, в залив Апалачикола, Флорида
  - → Флинт 554 / 21 900, Джорджия
  - ← Чатахучи 692 / 22 714, Джорджия, Алабама
- Чоктохачи 227 / 13 900, в залив Чоктохачи, Алабама, Флорида
  - ← Пий Ривър 248 / – , Алабама, Флорида
- Конеку 319 / – , в залив Ескамбия, Алабама, Флорида
- Алабама 512 / 106 000, залив Мобил, Алабама
  - → Талапуса 426 / 12 100, Джорджия, Алабама
  - ← Куса 451 / 26 159, Джорджия, Алабама
  - ← Кахаба 312 / 4800, Алабама
  - ← Томбигби 325 / 52 300, Мисисипи, Алабама
    - → Сипси 233 / 2044, Алабама
    - → Блейк Уориър 286 / 16 250, Алабама
      - → Локъст 254 / 3130, Алабама
- Ескатаупа 208 / – , в проток Мисисипи, Алабама, Мисисипи
- Паскагула 130 / 23 000, в проток Мисисипи, Мисисипи
  - → Чикасоуей Ривър 340 / – , Мисисипи
  - ← Лайф Ривър 290 / – , Мисисипи
- Пърл Ривър 715 / 22 700, Мисисипи, Луизиана
- Мисисипи 3734 / 2 981 076*, Минесота, Уисконсин, Айова, Илинойс, Мисури, Кентъки, Тенеси, Арканзас, Мисисипи, Луизиана
  - ← Кроа 40 / 7140, Минесота
    - → Северна Кроа 254 / – , Минесота

  - → Рум Ривър 243 / – , Минесота
  - ← Минесота 534 / 44 030, Южна Дакота, Минесота
    - → Пом де Тер 201 / 2270, Минесота
    - → Чипеуа 246 / 5387, Митесота
    - ← Редууд 205 / 1826, Минесота
    - ← Котонууд 245 / 3400, Минесота

  - → Сен Кроа 272 / 20 000, Уисконсин, Минесота
  - → Чипеуа 294 / – , Уисконсин
    - → Фламбо 200 / 4820, Уисконсин

  - → Блек Ривър 310 / 6200, Уисконсин
  - → Уисконсин 692 / 31 800, Уисконсин
  - ← Турска река 246 / 4384, Айова
  - ← Макуокста 240 / 4387, Айова
  - ← Уапсипиникон 480 / – , Минесота, Айова
  - → Рок Ривър 481 / 9194, Уисконсин, Илинойс
    - ← Пекатоника 312 / – , Уисконсин, Илинойс

  - ← Айова 520 / 32 700, Айова
    - → Сидар Ривър 544 / – , Минесота, Айова

  - ← Де Мойн 845 / 38 337, Минесота, Айова, Мисури
    - ← Ракън 364 / – , Айова

  - → Илинойс 439 / 74 479, Илинойс
    - → Канкаки 214 / 13 300, Индиана, Илинойс
    - ← Дес Плейнс 214 / 4025, Уисконсин, Илинойс
    - ← Фокс Ривър 325 / 1329, Уисконсин, Илинойс
    - → Макино 210 / 3000, Илинойс
    - ← Спуун 237 / – , Илинойс
    - → Сангамон 396 / – , Илинойс
    - ← Ла Моан 201 / – , Илинойс

  - ← Мисури 3767 / 1 371 010*, Монтана, Северна Дакота, Южна Дакота, Небраска, Айова, Канзас, Мисури
    - → Джеферсън 134 /24 690, Монтана
      - → Биг Хол 246 / – , Монтана

    - ← Мадисън 295 / – , Монтана
    - → Сън Ривър 209 / – , Монтана
    - → Марайас 338 / 23 440, Монтана
      - ← Титон 240 / 5248, Монтана

    - ← Масълшел 550 / 24 800, Монтана
    - → Милк 1005* / 61 642*, Монтана
      - → Батъл Крийк 203* / –* , Монтана
      - → Френчман 341* / 5500*, Монтана

    - → Поплар 269* / –* , Монтана
    - → Биг Мади 307 / –* , Монтана
    - ← Йелоустоун 1114 / 189 300, Уайоминг, Монтана
      - ← Кларк Форк 227 / 7210, Уайоминг, Монтана
      - ← Бигхорн 742 / 59 270, Уайоминг, Монтана
        - → Уинд Ривър 298 / 20 000, Уайоминг

      - ← Росбад Крийк 220 / 3385, Монтана
      - ← Тонг 426 / 13 980, Уайоминг, Монтана
      - ← Паудър 660 / 56 660, Уайоминг, Монтана

    - ← Литъл Мисури 901 / 21 523, Уайоминг, Монтана, Южна Дакота, Северна Дакота
    - ← Харт 290 / 8700, Северна Дакота
    - ← Кенъбол 217 / – , Северна Дакота
    - ← Моро 320 / – , Южна Дакота
    - ← Шайен 951 / 62 800, Уайоминг, Южна Дакота
      - → Бел Фурш 470 / – , Уайоминг, Южна Дакота

    - ← Бед Ривър 259 / 7800, Южна Дакота
    - ← Уайт Ривър 930 / 26 000, Небраска, Южна Дакота
      - → Литъл Уайт Ривър 377 / 4809, Южна Дакота

    - → Понка Крийк 224 / 2100, Южна Дакота
    - ← Ниобрара 914 / 29 992, Уайоминг, Небраска
      - ← Снайк 203 / – , Небраска
      - → Киа Паха 204 / 4400, Южна Дакота, Небраска

    - → Джеймс 1143 / 53 491, Северна Дакота, Южна Дакота, Небраска
    - → Биг Сиукс Ривър 674 / 21 800, Южна Дакота, Айова
      - → Рок Ривър 232 / – , Минесота, Айова

    - → Литъл Сиукс Ривър 415 / – , Минесота, Айова
    - ← Плейт 510 / 241 000, Небраска
      - → Норд Плейт 1152 / 80 000, Колорадо, Уайоминг, Небраска
        - ← Медисън Боу 269 / 6060, Уайоминг
        - → Суитуотър 383 / 7500, Уайоминг
        - ← Ларами 450 / 11 820, Уайоминг

      - ← Саут Плейт 707 / – , Колорадо, Небраска
        - ← Бивър Крийк 266 / 2940, Колорадо
        - → Ладжмол 447 / – , Уайоминг, Небраска

      - → Елкхорн 470 / – , Небраска

    - → Таркио 225 / 1316, Айова, Мисури
    - → Плейт 320 / – , Айова, Мисури
    - ← Канзас 238 / 155 690, Канзас
      - → Рипъбликън 729 / 64 000, Небраска, Канзас
        - → Арикари 251 / 4510, Колорадо, Канзас, Небраска
        - ← Саут Рипъбликън 275 / 7190, Колорадо, Канзас, Небраска
        - → Рег Уилоу Крийк 203 / 2030, Небраска
        - ← Сапа Крийк 240 / – , Канзас, Небраска
        - ← Прери Дог Крийк 396 / – , Канзас, Небраска

      - ← Смоуки Хил 925 / 49 900, Колорадо, Канзас
        - → Норд Смоуки Хил 314 / 1970, Колорадо, Канзас
        - → Сейлин 639 / 8860, Канзас
        - → Соломон 296 / 17 700, Канзас
          - → Норд Соломон 462 / – , Канзас
          - ← Саут Соломон 470 / – , Канзас

      - → Биг Блу Ривър 578 / 25 110, Небраска, Канас
      - ← Литъл Блу Ривър 394 / – , Канзас

    - → Гранд Ривър 364 / – , Айова, Мисури
      - → Томпсън 303 / 4800, Айова, Мисури

    - → Чаритън 351 / – , Айова, Мисури
    - ← Осейдж 444 / 40 000, Канзас, Мисури
      - → Мараяс 349 / – , Канзас, Мисури
      - ← Пом де Тер 210 / 2200, Мисури
      - ← Ниангуа 201 / 2700, Мисури

    - ← Гасконейд 450 / – , Мисури

  - ← Мерамек 369 / 10 300, Мисури
    - ← Биг Ривър 233 / 2470, Мисури

  - → Каскаския 523 / 14 880, Илинойс
  - → Биг Мади 251 / 6070, Илинойс
  - → Охайо 1579 / 490 600, Пенсилвания, Охайо, Западна Вирджиния, Кентъки, Индиана, Илинойс
    - → Мононгахела 210 / 19 000, Западна Вирджиния, Пенсилвания
      - ← Тайгърт Вали Ривър 217 / 3440, Западна Вирджиния
      - ← Югиогейни 216 / – , Западна Вирджиния, Мериленд, Пенсилвания

    - ← Алигени 523 / 30 000, Пенсилвания, Ню Йорк
    - ← Маскингъм 179 / 20 850, Охайо
      - ← Тускароуас 219 / 6700, Охайо

    - → Литъл Канауа 272 / 6000, Западна Вирджиния
    - → Канауа 156 / 31 690, Западна Вирджиния
      - → Ню Ривър 510 / 17 319, Северна Каролина, Вирджиния, Западна Вирджиния
        - ← Грийнбриър 278 / 4290, Западна Вирджиния

      - ← Елк Ривър 277 / – , Западна Вирджиния

    - → Гуяндот 267 / – , Западна Вирджиния
    - → Биг Санди Ривър 47 / – , Западна Вирджиния, Кентъки
      - → Левиса Форк 264 / – , Кентъки
      - ← Тиг Форк 256 / – , Западна Вирджиния, Кентъки

    - ← Скиото 372 / 16 880, Охайо
    - → Ликинг 488 / 9610, Кентъки
    - ← Грейт Маями 260 / 13 920, Охайо, Индиана
    - → Кентъки 420 / 18 230, Кентъки
      - ← Северна Кентъки 270 / – , Кентъки

    - → Салт Ривър 240 / – , Кентъки
    - → Грийн Ривър 618 / 24 425, Кентъки
      - → Барън Ривър 217 / – , Кентъки
      - ← Рау Ривър 219 / – , Кентъки

    - ← Уобаш 851 / 85 860, Охайо, Индиана, Илинойс
      - ← Типикану 293 / 4860, Индиана
      - ← Имбарас 314 / 6339, Илинойс
      - → Уайт Ривър 583 / 14 880, Индиана
        - → Източен Уайт Ривър 470 / 14 881, Индиана

      - → Патока 269 / – , Индиана
      - ← Литъл Уобаш 390 / – , Илинойс

    - → Трейдиуотър 219 / – , Кентъки
    - → Камберланд 1107 / 45 920, Тенеси, Кентъки
    - → Тенеси 1049 / 105 870, Тенеси, Алабама, Мисисипи, Кентъки
      - ← Холстън 219 / 9780, Вирджиния, Северна Каролина, Тенеси
      - → Френч Броуд Ривър 352 / 13 270, Северна Каролина Тенеси
      - → Литъл Тенеси 217 / 6800, Джорджия, Северна Каролина, Тенеси
      - ← Клинч Ривър 480 / 11 430, Вирджиния, Тенеси
        - ← Пауъл Ривър 315 / 2470, Вирджиния, Тенеси

      - → Хиуаси 237 / 7000, Джорджия, Северна Каролина, Тенеси
      - ← Елк Ривър 314 / – , Тенеси, Алабама
      - ← Дък Ривър 457 / – , Тенеси
        - → Бъфало Ривър 201 / 1980

  - → Хачи 383 / – , Мисисипи, Тенеси
  - ← Сейнт Франсис 686 / 19 600, Мисури, Арканзас
    - → Литъл Ривър 238 / – , Мисури, Арканзас

  - ← Уайт Ривър 1162 / 71 910, Арканзас, Мисури
    - → Джеймс Ривър 210 / – , Мисури
    - ← Бъфало Ривър 246 / – , Арканзас
    - ← Блек Ривър 480 / 22 000, Мисури, Арканзас
      - → Корент 296 / 6840, Мисури, Арканзас
      - ← Каш Ривър 343 / – , Арканзас

  - ← Арканзас 2364 / 440 000, Колорадо, Канзас, Оклахома, Арканзас
    - ← Апишапа 224 / 2800, Колорадо
    - → Хорс Крийк 208 / 3680, Колорадо
    - ← Пергатуар 315 / 8930, Колорадо
    - → Биг Санди Крийк 340 / 4830, Колорадо
    - ← Ту Бют Крийк 245 / 2110, Колорадо
    - ← Беар Крийк 260 / – , Колорадо, Канзас
    - → Пауни 319 / 7000, Канзас
    - → Уолнат 248 / – , Канзас
    - ← Нинеска 487 / 5500, Канзас
    - ← Солт Форт Арканзас 385 / – , Канзас, Оклахома
    - ← Симарън 1123 / 49 100, Ню Мексико, Колорадо, Канзас, Оклахома
    - → Вердигрис 500 / – , Канзас, Оклахома
      - ← Кейни 290 / – , Канзас, Оклахома

    - → Неошо 745 / 29 870, Канзас, Оклахома
      - → Спринг Ривър 208 / – , Мисури, Канзас, Оклахома

    - ← Канейдиън 1458 / 123 220, Колорадо, Ню Мексико, Тексас, Оклахома
      - → Пунта де Аква Крийк – / – , Ню Мексико, Тексас
        - → Рита Бланка Крийк – / – , Ню Мексико Тексас
          - ← Каризо Крийк 233 / – , Ню Мексико, Тексас

      - → Норд Канейдиън 710 / 46 500, Оклахома
        - → Бивър Ривър 450 / 30 300, Ню Мексико, Оклахома, Тексас

    - ← Поо 227 / – , Оклахома, Арканзас
    - ← Форш ла Фейф 243 / – , Арканзас
    - → Байо Мето 240 / – , Арканзас

  - → Язу 303 / – , Мисисипи
    - → Ялобуша 266 / – , Мисисипи
    - ← Талахачи 370 / – , Мисисипи
      - ← Колдуотър 350 / – , Мисисипи

  - → Биг Блек Ривър 530 / 8800, Мисисипи
  - ← Ред Ривър 2190 169 890, Тексас, Оклахома, Арканзас, Луизиана
    - → Норд Форк Ред Ривър 436 / 13 000, Тексас, Оклахома
    - ← Прери Дог Таун Форк 314 / 19 800, Тексас, Оклахома
    - → Уошита 475 / 20 400, Оклахома
    - → Блу Ривър 227 / 1700, Оклахома
    - → Мъди Боди Крийк 282 / – , Оклахома
      - ← Клеър Боди Крийк 212 / – , Оклахома

    - → Кайамиши 285 / – , Оклахома
    - → Литъл Ривър 349 / 10 889, Оклахома, Арканзас
    - ← Салфер 282 / – , Тексас, Арканзас
    - → Уашита 974 / – , Арканзас, Луизиана
      - ← Литъл Мисури 237 / – , Арканзас
      - → Салина 325 / – , Арканзас
      - → Байо Бартоломю 586 / – , Арканзас, Луизиана
      - → Бюф Ривър 348 / – , Арканзас, Луизиана
      - → Тинзас 285 / – , Луизиана
        - ← Байо Мейкън 351 / – , Арканзас, Луизиана
- Атчафалая 220 / – , в залив Атчафалая, Луизиана
- Калкасиу 320 / – , в лагуна Калкасиу, Луизиана
- Сабин 820 / 25 270, в лагуна Сабин, Тексас, Луизиана
- Начес Ривър 669 / 25 930, в лагуна Сабин, Тексас
- Тринити 910 / 40 380, в залив Галвестън, Тексас
  - ← Уест Форк Тринити 230 / – , Тексас
- Бразос 1352 / 116 000, Тексас
  - → Солт Форк 240 / 5600, Тексас
    - → Рънинг Уотър 240 / 4200, Ню Мексико, Тексас

  - → Дабъл Маунтин Форк 280 / 7097, Тексас
  - ← Клеър Форк 290 / 8700, Тексас
  - → Навасота 201 / – , Тексас
- Колорадо 1387 / 103 000, в залив Матагорда, Тексас
  - ← Сан Саба 225 / 8132, Тексас
- Гуаделупе 230 / 17 500, в залив Сан Антонио, Тексас
  - ← Сан Антонио 390 / 10 800, Тексас
- Нуесес 507 / 41 439, в залив Корпус Кристи, Тексас
  - → Фрио 320 / 18 900, Тексас
- Рио Гранде 3051 / 471 900, Колорадо, Ню Мексико, Тексас
  - ← Рио Чама 210 / 8140, Колорадо, Ню Мексико
  - ← Рио Пуерко 370 / 19 000, Ню Мексико
  - → Пекос 1490 / 115 000, Ню Мексико, Тексас

## Водосборен басейн на Тихия океан

### Реки, вливащи се директно в Тихия океан
- Колорадо 2330* / 640 000*, в Калифорнийски залив, Колорадо, Юта, Аризона, Невада, Калифорния
  - → Ганисън 290 / 20 520, Колорадо
  - → Долорес 388 / 11 850, Колорадо, Юта
  - ← Грийн Ривър 1170 / 125 000, Уайоминг, Юта, Колорадо
    - → Биг Санди Ривър 227 / – , Уайоминг
    - ← Блек Форк 282 / – , Юта, Уайоминг
    - → Ямпа 400 / 19 800, Колорадо
      - ← Литъл Снайк 249 / – , Колорадо, Уайоминг

    - → Уайт Ривър 314 / 13 300, Колорадо, Юта
    - ← Прайс Ривър 220 / 440, Юта

  - → Сан Хуан 616 / 63 840, Колорадо, Ню Мексико, Юта
    - ← Анимас 203 / – , Колорадо, Ню Мексико

  - → Литъл Колорадо 544 / 69 000, Ню Мексико, Аризона
    - ← Пуерко 269 / 6870, Ню Мексико, Аризона

  - ← Канаб Крийк 201 / – , Юта, Аризона
  - ← Върджин Ривър 261 / 31 700, Юта, Аризона, Невада
  - → Хила 1044 / 151 000, Ню Мексико, Аризона
    - ← Сан Франсиско 256 / – , Ню Мексико, Аризона
    - → Сан Педро 230 / – , Аризона
    - → Санта Круз 296 / – , Аризона
    - ← Солт Ривър 320 / 69 000, Аризона
      - ← Верде 270 / 17 130, Аризона
- Салинас 282 / 10 800, в зал. Монтерей, Каолифорния
- Сакраменто 719 / 71 432, в зал. Сан Пабло, Калифорния
  - → Пит Ривър 333 / 18 300, Калифорния
  - → Фетер 340 / 16 000, Калифорния
  - → Сан Хоакин 589 / 40 000, Калифорния
    - ← Мърсед 233 / 4470, Калифорния
    - ← Туолумне 240 / 5070, Калифорния
- Ийл Ривър 315 / 9540, Калифорния
- Кламат 414 / 43 630, Орегон, Калифорния
  - → Тринити 266 / 7600, Калифорния
- Руж Ривър 346 / 13 350, Орегон
- Колумбия 1953* / 671 300*, Вашингтон, Орегон
  - → Кутни 781* / 50 298*, Монтана, Айдахо
  - → Панд Орей 209* / 66 900*, Айдахо, Вашингтон
    - Кларк Форк 500 / 59 320, в ез. Панд Орей, Монтана, Айдахо
      - ← Флатхед 254* / 22 780*, Монтана

  - → Спокан 179 / 15 600, Айдахо, Вашингтон
    - Сейнт Джо 225 / 4790, в ез. Кьор д'Ален, Айдахо

  - ← Оканоган 314* / 21 238*, Вашингтон
  - ← Якима 344 / 15 900, Вашингтон
  - → Снейк Ривър 1735 / 280 000, Уайоминг, Айдахо, Орегон, Вашингтон
    - ← Хенрис Форк 204 / 8320, Айдахо
    - → Блекфут Ривър 217 / 2840, Айдахо
    - → Портньоф 200 / 3440, Айдахо
    - ← Малад 19 / 7800, Айдахо
      - → Литъл Ууд 210 / – , Айдахо
      - ← Биг Ууд 220 / – , Айдахо

    - → Бруно Ривър 246 / 8560, Невада, Айдахо
    - → Оуайхи 450 / 28 620, Невада, Айдахо, Орегон
    - → Мальор 306 / 12 000, Орегон
    - → Паудър 246 / 4150, Орегон
    - ← Салмън Ривър 684 / 36 000, Айдахо
    - → Гранд Ронд 293 / 10 700, Орегон, Вашингтон
    - ← Клируотър 120 / 24 980, Айдахо
      - ← Норд Форк Клируотър 217 / 6380, Айдахо

    - ← Палус 269 / 8550, Айдахо, Вашингтон

  - → Джон Дей Ривър 457 / 21 000, Орегон
  - → Дешутес 406 / 27 000, Орегон
    - ← Крукед Ривър 201 / 12 000, Орегон

  - → Уиламет 301 / 29 730, Орегон
- Скаджит 240* / 6880*, в залива Пюджет Саунд, Вашингтон
- Стикин 539* / 51 600*, Аляска
- Алсек 386* / 28 500*, Аляска
- Копър 470 / 62 000*, в зал. Аляски залив, Аляска
- Суситна 504 / 52 000, в зал. Кук, Аляска

### Берингово море
- Нушагак 451 / 34 700, в зал. Нушагак, Аляска
- Кускокуюм 1165 / 120 000, в зал. Кускукуюм, Аляска
  - → Стони Ривър 310 / – , Аляска
  - → Джонсън Ривър 346 / – , Аляска
- Юкон 3185* / 839 200*, Аляска
  - → Уайт Ривър 322* / 50 500*, Аляска
  - ← Поркюпайн 721* / 117 900*, Аляска
    - → Шиенджек 320* / –*, Аляска

  - → Танана 916 / 110 000*, Аляска
  - ← Новитна 402 / – , Аляска
  - ← Коюкук 684 / 82 880, Аляска
  - → Иноко 805 / 34 981, Аляска
    - → Идитарод 523 / – , Аляска

## Водосборен басейн на Северния Ледовит океан

### Чукотско море
- Кобук 451 / 31 850, в зал. Коцебу, Аляска
- Ноатак 684 / 32 630, в зал. Коцебу, Аляска
- Коколик 329 / – , Аляска

### Море Бофорт
- Икпикпук 314 / – , Аляска
- Колвил 563 / 53 000, Аляска
  - → Ауна 320 / – , Аляска
  - ← Иткилик 354 / – , Аляска

### Залив Хъдсън
- Нелсън
  - ез. Уинипег
    - Северна Ред Ривър 877* / 287 500*, в ез. Уинипег, Северна Дакота, Минесота
      - ← Отър Тейл 309 / 5057, Минесота
      - → Уайлд Райс Ривър 404 / 5780, Северна Дакота
      - ← Бъфало Ривър, 224 / 3080, Минесота
      - → Шайен 475 / 17 897, Северна Дакота
        - → Мейпъл Ривър 319 / – , Северна Дакота

      - → Гъъс Ривър 288 / – , Северна Дакота
      - → Уайлд Райс Ривър 295 / – , Минесота
      - ← Ред Лейк Ривър 311 / – , Минесота
        - → Клируотър 237 / 3590, Минесота

      - ← Росо Ривър 344* / –*, Минесота
      - → Пембина 513* / 8500*, Северна Дакота
      - → Сурис 720* / 61 124, Северна Дакота

## Вътрешни безотточни области
- Беър Ривър 790 / 18 197, в Голямо солено езеро, Юта, Уайоминг, Айдахо
- Вебер 201 / 4210, в Голямо солено езеро, Юта
- Севиър 616 / 29 980, в ез. Севиър, Юта
- Амаргоса 298 / 14 000, в Долина на смъртта, Невада, Калифорния
- Карсън 211 / 10 200, в ез. Суитуотър, Невада
- Хумболт 530 / 43 200, в ез. Хумболт, Невада
  - → Рийс Ривър 291 / – , Невада
- Оуенс Ривър 295 / 6740, в ез. Оуенс, Калифорния
- Кингс Ривър 14 / 4000, в ез. Туларе, Калифорния
- Керн Ривър 264 / 9360, в ез. Буена Виста, Калифорния